# Odprto prvenstvo Francije 1997
Odprto prvenstvo Francije 1997 je teniški turnir za Grand Slam, ki je med 26. majem in 8. junijem 1997 potekal v Parizu.

## Moški posamično
Gustavo Kuerten :  Sergi Bruguera, 6–3, 6–4, 6–2

## Ženske posamično
Iva Majoli :  Martina Hingis, 6–4, 6–2

## Moške dvojice
Jevgenij Kafelnikov /  Daniel Vacek :  Todd Woodbridge /  Mark Woodforde, 7–6, 4–6, 6–3

## Ženske  dvojice
Gigi Fernández /  Natalija Zverjeva :  Mary Joe Fernández /  Lisa Raymond, 6–2, 6–3

## Mešane dvojice
Rika Hiraki /  Mahesh Bhupathi :  Lisa Raymond /  Patrick Galbraith, 6–4, 6–1